# Río Adan
El Río Adán (en maratí: अडाण नदी) es un río en el el distrito de Washim, Maharashtra, India y un principal afluente del Río Painganga.

## Geografía
El nacimiento del río Adán está en el distrito Washim de Maharashtra. El río Arunavati se encuentra con el río Adan unos 13 kilómetros antes de unirse al río Painganga. El río se seca durante el verano, dejando solamente unos pocos charcos hacia el final de su curso.
Se han construido dos presas en el río Adán; una en su origen, cerca de la aldea de Sonala, y la otra cerca de la ciudad de Karanja Lad, ambas en el distrito de Washim. El río entonces fluye por los matorrales.
La presa de Adan fue construida en 1977 cerca de Karanja Lad, en el distrito de Washim, a unos 13 km de donde el río Adan se une al Painanga.

## Impacto ambiental de la presa de Adan
En dos informes separados sobre el impacto ambiental de la presa de Adán sobre la biodiversidad acuática del río y las comunidades pesqueras circundantes en 2008 y 2012, el Dr. Nilesh K. Heda informó sobre los siguientes efectos:
- Efecto en las comunidades pesqueras de Maharashtra: El nuevo embalse ha hecho que grandes áreas del río se vuelvan inaccesibles para los pescadores locales que no pueden pescar durante la mayor parte del año debido al bajo nivel del agua. La construcción de la presa ha llevado a altos niveles de sedimentación y hidrófito crecimiento. Estos cambios han hecho que la población local Bhoi tenga que depender menos de sus técnicas de pesca más sostenibles y tradicionales.
- Efecto en el ecosistema acuático: La diversidad y abundancia de peces de agua dulce ha disminuido desde la construcción de la presa. Algunas especies de peces han sido completamente eliminadas de la zona del río alrededor de la presa (a saber, eutropiichthys vacha, anguilla bengalensis bengalensis, barilius species, tor khudree, tor mussullah, y gonoproktopterus kolus). Heda informa de que los ancianos locales se dieron cuenta de que, además de las especies de peces, también se habían eliminado las de nutria y tortuga.

## Peces del Río Adán
El Dr. Nilesh Heda encontró las siguientes especies en el río Adán:
- Acanthocobitis moreh
- Amblypharyngodon mola
- Anguilla bengalensis bengalensis
- Barilius bendelisis
- Other barilius species
- Chanda nama
- Channa orientalis
- Channa punctatus
- Channa striatus
- Cirrhinus fulungee
- Danio aequipinnatus
- Other danio species
- Garra mullya
- Glossogobius giuris
- Gonoproktopterus kolus
- Labeo rohita
- Lepidocephalus thermalis
- Macrognathus aral
- Mastacembelus armatus
- Mystus bleekeri
- Mystus cavasius
- Other mystus species
- Nemacheilus species
- Notopterus notopterus
- Ompok bimaculatus
- Oreochromis mossambica
- Oreonectes evezardi
- Osteobrama cotio peninsularis
- Osteobrama vigorsii
- Parambassis ranga
- Puntius amphibius
- Puntius sarana sarana
- Puntius sophore
- Other puntius species
- Puntius ticto
- Rasbora daniconius
- Rita species
- Salmostoma horai
- Salmostoma novacula
- Schistura denisoni denisoni
- Thynnichthys sandkhol
- Tor khudree
- Tor mussulah
- Tor tor
- Wallago attu
- Xenentodon cancila

## Gente local
El pueblo local Bhoi vive en comunidades pesqueras en las orillas del río. Los Bhoi dependen tradicionalmente de los Adan para su alimentación, por lo que su forma de vida tradicional está en peligro debido al agotamiento de los recursos pesqueros.